# 那些年，我們一起追的女孩 (日本)
《那些年，我們一起追的女孩》（日语：あの頃、君を追いかけた），是一部於2018年上映的日本青春愛情片。根據臺灣電影《那些年，我們一起追的女孩》的劇情，翻拍成以日本為故事舞台的電影，題為，由長谷川康夫執導，男主角水島浩介（對應柯景騰）和女主角早瀨真愛（對應沈佳宜）將由山田裕貴和齋藤飛鳥（乃木坂46）飾演。電影拍攝工作由9月進行至10月底，已於2018年10月5日上映。台灣於2018年11月2日上映。

## 角色

### 登場人物
- 水島浩介：山田裕貴
- 早瀨真愛：齋藤飛鳥（乃木坂46）
- 小松原詩子：松本穗香
- 大野陽平：佐久本寶
- 町田健人：國島直希
- 秋山壽音：中田圭祐
- 杉山一樹：遊佐亮介

## 製作團隊
- 原作：九把刀「那些年，我們一起追的女孩」
- 導演：長谷川康夫
- 劇本：飯田健三郎、谷間月栞
- 配樂：未知瑠
- 主題歌：Thinking Dogs（說不出口的事）（Sony Music Records）
- 攝影：柴主高秀
- 燈光：長田達也
- 成音：尾崎聰
- 美術：金田克美、中山慎
- 場記：阿部瓦英
- 監製：秋元康
- 特別贊助：三洋食品、LIFE CARD CO., LTD.
- 特別協助：ANA
- 出品：Kino Films Co., Ltd.
- 製作：「那些年，我們一起追的女孩」製作委員會

## 外部連結
- Yahoo奇摩電影上《那些年，我們一起追的女孩》的資料（繁體中文）
- 開眼電影網上《那些年，我們一起追的女孩》的資料（繁體中文）
- 雅虎香港電影上《那些年，我們一起追的女孩》的資料（繁體中文）
- 豆瓣电影上《那些年，我們一起追的女孩》的資料 （简体中文）
- 时光网上《那些年，我們一起追的女孩》的資料（简体中文）
- 互联网电影数据库（IMDb）上《那些年，我們一起追的女孩 (日本)》的资料（英文）